# Pentaschistis pungens
Pentaschistis pungens är en gräsart som beskrevs av Hans Peter Linder. Pentaschistis pungens ingår i släktet Pentaschistis och familjen gräs. Inga underarter finns listade i Catalogue of Life.